# 2002 en photographie
| Années de la photographie : 1999 - 2000 - 2001 - 2002 - 2003 - 2004 - 2005    |
| Décennies de la photographie : 1970 - 1980 - 1990 - 2000 - 2010 - 2020 - 2030 |

Cet article présente les faits marquants de l'année 2002 en photographie.

## Événements
- Ouverture de la Maison de la photographie de Toulon en France.
- octobre : le Musée d'Orsay à Paris ouvre trois salles permanentes consacrées à la photographie du XIXe siècle pour y présenter, par roulement, ses collections (le musée conserve plus de 45 000 photographies)[1].
- La Société historique de Lisieux sauve de la destruction 13 500 photographies sur plaques de verre réalisées entre 1945 en 1962 par Alcide Goupil pour le journal Le Lexovien ; le fonds est inventorié et numérisé en collaboration avec les Archives départementales du Calvados[2].
- La firme Canon commercialise le Canon EOS 300V, un appareil photographique reflex argentique 35 mm, et le Canon EOS D60, un appareil photographique reflex numérique semi-professionnel, ainsi qu'un zoom pour professionnel, avec monture EF, le Canon EF 24-70mm.
- La firme Leica commercialise le Leica R9, un appareil photographique reflex mono-objectif.
- La firme Nikon commercialise trois appareils de la série Nikon Coolpix : un appareil photographique numérique de type bridge, le Nikon Coolpix 5700, et deux appareils photographiques numériques de type compact, le Nikon Coolpix 2000 et le Nikon Coolpix 2500, ainsi qu'un appareil photographique reflex mono-objectif autofocus, le Nikon F55.

## Livres de photographies
- Tendance floue, Nous n'irons plus aux paradis, Paris, J. di Sciullo, 207 p.  (ISBN 2-9518784-0-0)[3].

## Films sur la photographie
- Mark Romanek, Photo Obsession.

## Expositions
- 5 mars - 26 mai 2002 : Le dernier portrait, Musée d'Orsay, Paris[4].
- 22 mars - 4 mai : Gladys 1987 : le visage et l'envers, Maison des Arts Solange-Baudoux, Évreux.
- 5 avril - 29 juin : Paul Caponigro : le forme della natura, Galleria civica, Modène

puis 29 octobre 2002 - 11 janvier 2003 :  Fondazione italiana per la fotografia, Turin.
- 6 juillet - 8 septembre : Josef Koudelka. Rétrospective, Rencontres internationales de la Photographie, Arles.
- 17 septembre - 22 octobre 2002 : Josef Sudek. Prague panoramique : à travers les collections du Musée des arts décoratifs de Prague, Maison européenne de la photographie, Paris[5].
- 26 septembre - 5 janvier : Richard Avedon. Portraits, Metropolitan Museum of Art, New York[6].
- 25 octobre - 2 février 2003 : Jean Dieuzaide : un regard, une vie, Pavillon des Arts, Paris[7].
- 7 novembre - 31 décembre : Lisette Model, galerie Leo Sheer et galerie Baudouin Lebon, Paris, dans le cadre du Mois de la photo[8].
- 15 novembre - 23 février 2003 : Sophie Ristelhueber, Le Luxembourg, Musée Zadkine, Paris[9].
- 13 décembre - 23 février 2003 : Ikkō Narahara : photographies 1954-2000, Maison européenne de la photographie, Paris[10].
- 13 décembre - 9 mars 2003 : Markus Raetz. Nothing is lighter than light, Maison européenne de la photographie, Paris[11].
- 13 décembre - 16 février 2003 : First photographs : William Henry Fox Talbot and the birth of photography, International center of photography (ICP), New York[12].

puis 30 mars - 15 juin 2003 : Museum of Photographic Arts (MOPA), San Diego.
- La Mission héliographique, cinq photographes parcourent la France de 1851, Maison européenne de la photographie, Paris.

## Festivals et congrès photographiques
- Création du Month of Photography Asia (MOPA ou MOPAsia), festival international de photographie à Singapour.
- Création du Festival international de la photographie de mode à Cannes.
- Création du Festival Manifesto à Toulouse.
- 10 mai - 12 mai : 100e congrès de la Fédération photographique de France au Havre.
- juin - juillet : 5e édition de PHotoEspaña à Madrid[13].
- 6 juillet - 8 septembre : 33es Rencontres de la photographie d'Arles[14],[15].
- 31 août - 15 septembre : 14e édition du festival Visa pour l'image à Perpignan[16].
- septembre : 6es Journées photographiques de Bienne en Suisse[17].
- novembre : Mois de la photo, Paris[18].

## Prix et récompenses
- World press Photo de l'année : Erik Refner, photographie dans un camp de réfugiés en Afghanistan de la préparation du corps d'un jeune garçon pour l'enterrement[19].
- Prix Niépce : Luc Delahaye.
- Prix Nadar : Larry Burrows, Vietnam, préface de David Halberstam, Paris, éditions Flammarion, 2002, 243 p.  (ISBN 2-08-011042-X).
- Prix Arcimboldo : Jean-Baptiste Barret.
- Prix HSBC pour la photographie : Laurence Demaison et Rip Hopkins.
- Grand prix Paris Match du photojournalisme : Pascal Rostain pour Les coulisses du G8 au Canada.
- Prix Bayeux-Calvados des correspondants de guerre : Luc Delahaye de l'agence Magnum.
- Prix Roger-Pic : Guy Tillim pour sa série intitulée Kuito, Angola.
- Bourse Canon de la femme photojournaliste : Sophia Evans.
- Prix Picto de la jeune photographie de mode : Sofia Sanchez et Mauro Mongiello.
- Prix Voies Off : Nina Schmitz.
- Prix Oskar-Barnack : Narelle Autio.
- Prix Erich-Salomon : Reporters sans frontières.
- Prix culturel de la Société allemande de photographie : A. D. Coleman et Richard Misrach.
- Prix Citigroup Photography : Shirana Shahbazi.
- Prix Hansel-Mieth : Paolo Pellegrin et Petra Reski.
- Prix Paul-Émile-Borduas : Jocelyne Alloucherie.
- Prix du duc et de la duchesse d'York : Chantal Gervais.
- Prix national de la photographie (Espagne) : Joan Colom.
- Prix Ansel-Adams : Jack Jeffrey.
- Prix W. Eugene Smith : Kai Wiedenhöfer.
- Prix Pulitzer :
  - Prix Pulitzer de la photographie d'article de fond (Pulitzer Prize for Feature Photography) : l'équipe du New York Times pour les photographies et reportages sur les personnes qui endurent un conflit prolongé en Afghanistan et au Pakistan.
  - Pulitzer Prize for Breaking News Photography : l'équipe photo du New York Times pour sa couverture des attentats du 11 septembre 2001 au World Trade Center.
- Prix Robert Capa Gold Medal : Carolyn Cole du Los Angeles Times pour les photographies des affrontements lors du siège de la basilique de la Nativité à Bethléem entre l'armée israélienne et des militants palestiniens.
- Création du Prix Inge-Morath par l'agence Magnum, pour  récompenser une photographe femme ou non-binaire de moins de 30 ans. Première lauréate : Ami Vitale.
- Infinity Awards

  - Prix Cornell-Capa : Here is New York : a democracy of photographs.
  - Prix de la publication Infinity Award : (en) Robert Lebeck et Bodo von Dewitz, Kiosk: A History of Photojournalism, Göttingen, Steidl, 2002, 320 p.  (ISBN 9783882437911).
  - Infinity Award du photojournalisme : Tyler Hicks.
  - Infinity Award for Art : Shirin Neshat.
  - Prix de la photographie appliquée : RJ Muna.
- Prix Higashikawa. Photographe japonais : Yasumasa Morimura ; photographe étranger : Edwin Zwakman ; photographe espoir : Kōji Onaka ; prix spécial : Kensuke Kazama.
- Prix Kimura Ihei : Yuki Onodera et Masafumi Sanai.
- Prix Ken-Domon : Toshiya Momose.
- Prix de photographie de Sagamihara : Hiroh Kikai.
- Centenary Medal de la Royal Photographic Society : Elliott Erwitt.
- Prix international de la Fondation Hasselblad : Jeff Wall.
- Prix suédois du livre photographique : (sv) Bertil Quirin, Bohuslän i svartvitt. Fotografier och berättelser från det gångna seklet, Kärna, 325 p., 2001  (ISBN 9789197271417).
- Prix Lennart-Nilsson : Oliver Meckes et Nicole Ottawa.
- Prix national vénézuélien de la photographie : non attribué.

## Décès
- 11 janvier : Christer Strömholm, photographe suédois, né le 22 juillet 1918.
- 16 janvier : Jean-François Jonvelle, photographe français, connu pour ses portraits de nus féminins, né le 3 octobre 1943.
- 30 janvier : Inge Morath, photo-journaliste américaine, née le 27 mai 1923.
- 25 avril : Mario Casilli, photographe américain, né le 22 janvier 1931.
- 3 mai : Mariana Yampolsky, photographe mexicaine, née le 6 septembre 1925.
- 13 juillet : Yousuf Karsh, photographe portraitiste canadien d'origine arménienne, né le 23 décembre 1908.
- 1er septembre : Shigeo Hayashi, photographe japonais, né en 1918.
- 26 décembre : Herb Ritts, photographe de mode américain, né le 13 août 1952.

- Date précise inconnue ou non renseignée :
  - Soungalo Malé, photographe malien, né vers 1920.
  - Ernesto Ocaña Odio, photographe cubain, né en 1905.
  - Akira Satō, photographe japonais, né en 1930.
  - Tsugio Tajima, photographe japonais, né en 1903.

## Célébrations
Centenaire de naissance
- Ansel Adams
- Manuel Álvarez Bravo
- Denise Bellon
- Jacques-André Boiffard
- Wynn Bullock
- Denise Colomb
- Jeanne Devos
- Max Kettel
- Jaroslav Rössler
- Minoru Sakata
- Björn Soldan
- Otto Umbehr
- Willy Zielke

Centenaire de décès
- George N. Barnard
- Louise Rosalie Gaspard
- Richard Leach Maddox
- Guido Boggiani
- Josep Maria Cañellas
- Louis Dodéro
- Andrew Joseph Russell
- Albert Kirchner
- Joseph Tairraz
- Ali Khan Vali
- Madame Vaudé-Green
- Henri Mairet

Biencentenaire de naissance
- Lorenzo Suscipj
- David Octavius Hill
- Jules Itier
- Louis Désiré Blanquart-Évrard
- Félix-Jacques Moulin
- Madame Vaudé-Green
- Alexandre Clausel